# Jacqueline Mukansonera
Jacqueline Mukansonera (sinh năm 1963) là một phụ nữ dân tộc Hutu đến từ Rwanda. Cô là người đã không ngần ngại cứu Tutsi Yolande Mukagasana khỏi nạn diệt chủng năm 1994. Yolande là một trong những mục tiêu đầu tiên của Tổ chức khủng bố Hutu vì cô được coi là một thành viên thuộc đội ngũ trí thức Tutsi. Jacqueline Mukansonera giấu Yolande trong bếp trong 11 ngày. Hai người phụ nữ đã không nói chuyện với nhau trong những ngày đó vì sợ bị phát hiện. Trong khi đó Jacqueline đã hối lộ một cảnh sát địa phương và cung cấp cho họ những tài liệu giả mạo.
Jacqueline đang sống ở Rwanda, là một nhà hoạt động vì quyền con người và đã thành lập hiệp hội Jya Mubandi Mwana giúp đỡ những trẻ em khuyết tật. Năm 1998 Jacqueline Mukansonera và Yolande Mukagasana đã nhận được giải thưởng “Alexander Langer” Testimonial ở Bolzano. Giải thưởng được trao để vinh danh tinh thần đoàn kết, tương thân tương ái giữa hai người phụ nữ dù không quen biết nhau. Jacqueline đã liều mạng để cứu Yolande ngay cả trong tình cảnh nguy hiểm nhất, đe dọa đến tính mạng.
Đối với Yolande, giải thưởng minh chứng cho việc: mặc dù cả gia đình bị sát hại, nhưng cô đã chiến đấu không chỉ để sinh tồn với lòng can đảm không ngừng.